# Cerco de Berati (1280–1281)
O Cerco de Berati na Albânia pelas forças angevinas do Reino da Sicília contra a guarnição bizantina da cidade ocorreu em 1280-1281. Berati foi uma fortaleza estrategicamente importante, cuja possessão permitiria aos angevinos acesso aos redutos do Império Bizantino. Uma força de socorro bizantina chegou na primavera de 1281 e conseguiu uma emboscada e captura do comandante angevino, Hugo, o Vermelho. Então, o exército angevino entrou em pânico e fugiu, sofrendo pesadas perdas em mortos e feridos devido a um ataque bizantino. Esta derrota terminou a ameaça de uma invasão por terra do Império Bizantino, e junto com as Vésperas sicilianas marcou o fim da ameaça ocidental para reconquistar o império.

## Antecedentes
Desde que o imperador Miguel VIII Paleólogo (r. 1259–1282) recuperou Constantinopla do Império Latino em 1261, o Império Bizantino restaurado enfrentou a ameaça de uma cruzada latina para reclamar a cidade. O antagônico Despotado do Epiro e os estados latinos do sul da Grécia, temerosos do ressurgimento bizantino, procuraram auxílio junto do Reino da Sicília, primeiro sob Manfredo da Sicília (r. 1258–1266) e depois de 1266 sob o ambicioso Carlos I da Sicília (r. 1266–1285), que rapidamente estabeleceu-se como um antagonista bizantino; as alianças e esforços do líder angevino para conquistar o império ocupariam o restante do reinado de Miguel VIII.
Em 1258, os sicilianos tomaram posse da ilha de Corfu e da costa albanesa, de Dirráquio à Valona e Butroto e o interior até Berati. Isto deu a Manfredo uma área de operação estrategicamente vital nos Bálcãs, controlando o ponto mais ocidental da via Egnácia, a principal rota terrestre para Constantinopla. Já nos séculos XI-XII, a mesma região tinha sido alvo dos normandos do sul da Itália em seus ataques ao império. Depois de derrubar Manfredo, no tratado de Viterbo (1267) Carlos garantiu seu reconhecimento como herdeiro de Manfredo. Em 1272, os notáveis latinos que tinham mantido as fortalezas de Valona, Canina e Berati para Manfredo, renderam-se para Carlos, e logo depois as tropas de Carlos tomaram Dirráquio também. Tendo assegurado o apoio de muitos chefes albaneses, Carlos proclamou o estabelecimento do Reino da Albânia no mesmo ano.
Miguel VIII opôs-se à ameaça emergente com uma missão diplomática ao papado que, no Segundo Concílio de Lyon (1274) concordou com a união da Igreja Católica e Ortodoxa após o Grande Cisma do Oriente de 1054 e, assim, colocou Miguel e seu império sob a proteção papal. Aproveitando o entrelaçamento de Carlos no conflito entre Guelfos e Gibelinos na Itália, na primavera de 1274, Miguel lançou um ataque contra as possessões angevinas na Albânia. Berati e Butroto foram tomadas e as tropas de Carlos foram empurradas de volta do interior para os portos de Valona e Dirráquio. Embora tenham sido assaltados várias vezes em 1274-1275, os portos permaneceram na mão dos angevinos.
Em 1279, contudo, Carlos tinha estabelecido seu controle não só sobre os Estados latinos da Grécia (após 1278 ele foi o príncipe de Acaia), mas também recebeu a submissão e vassalagem de Nicéforo I, o déspota do Epiro. Em agosto de 1279, em preparação para retomar sua ofensiva contra Miguel ao longo da via Egnácia, Carlos nomeou como seu vigário-general na Albânia o burgúndio Hugo, o Vermelho. No ano seguinte, Hugo recebeu um fluxo constante de suprimentos, equipamentos de cerco e reforços.

## O cerco

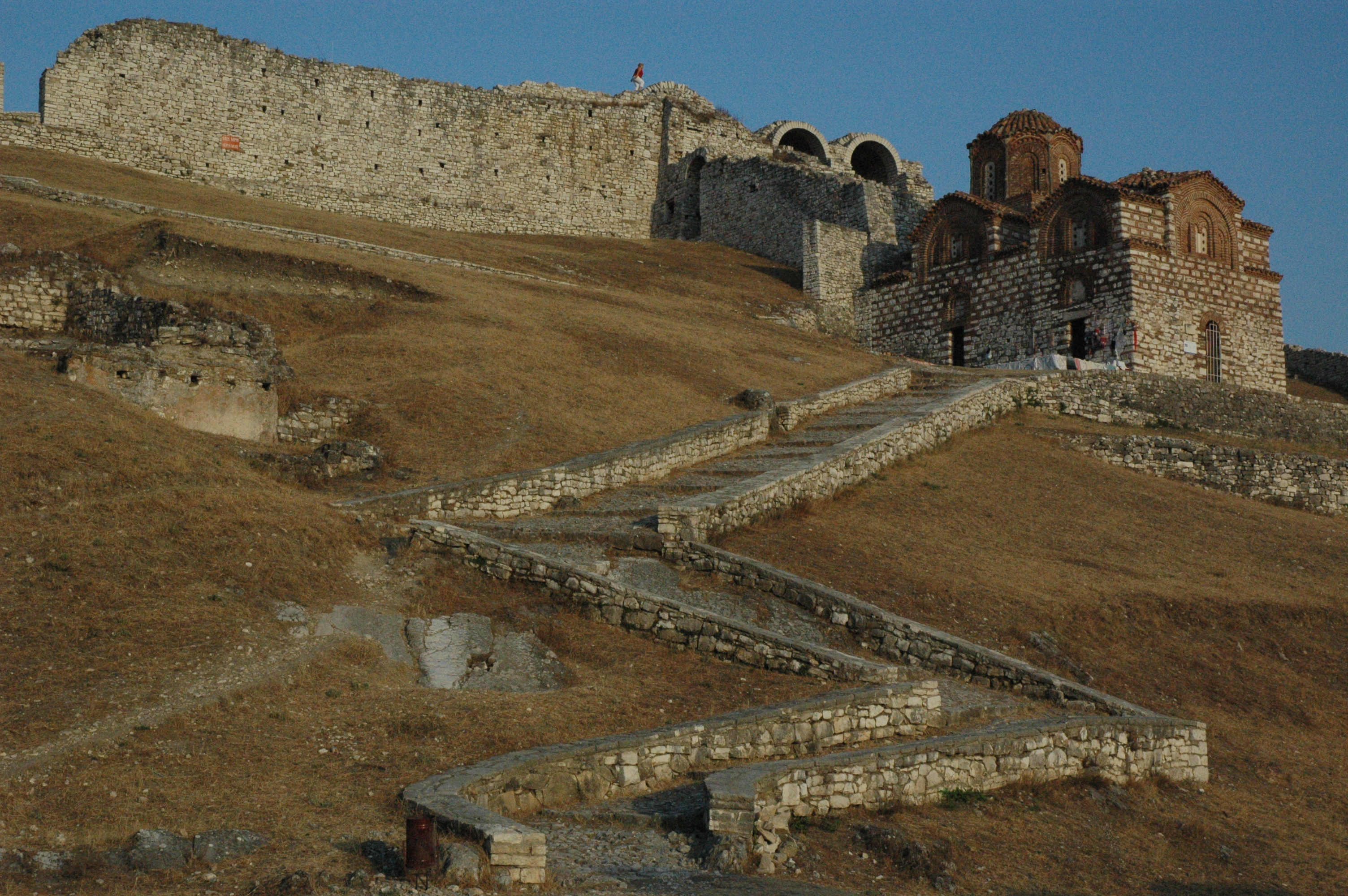
A entrada da cidadela de Berati, com a igreja bizantina de Santa Trindade do século XIII

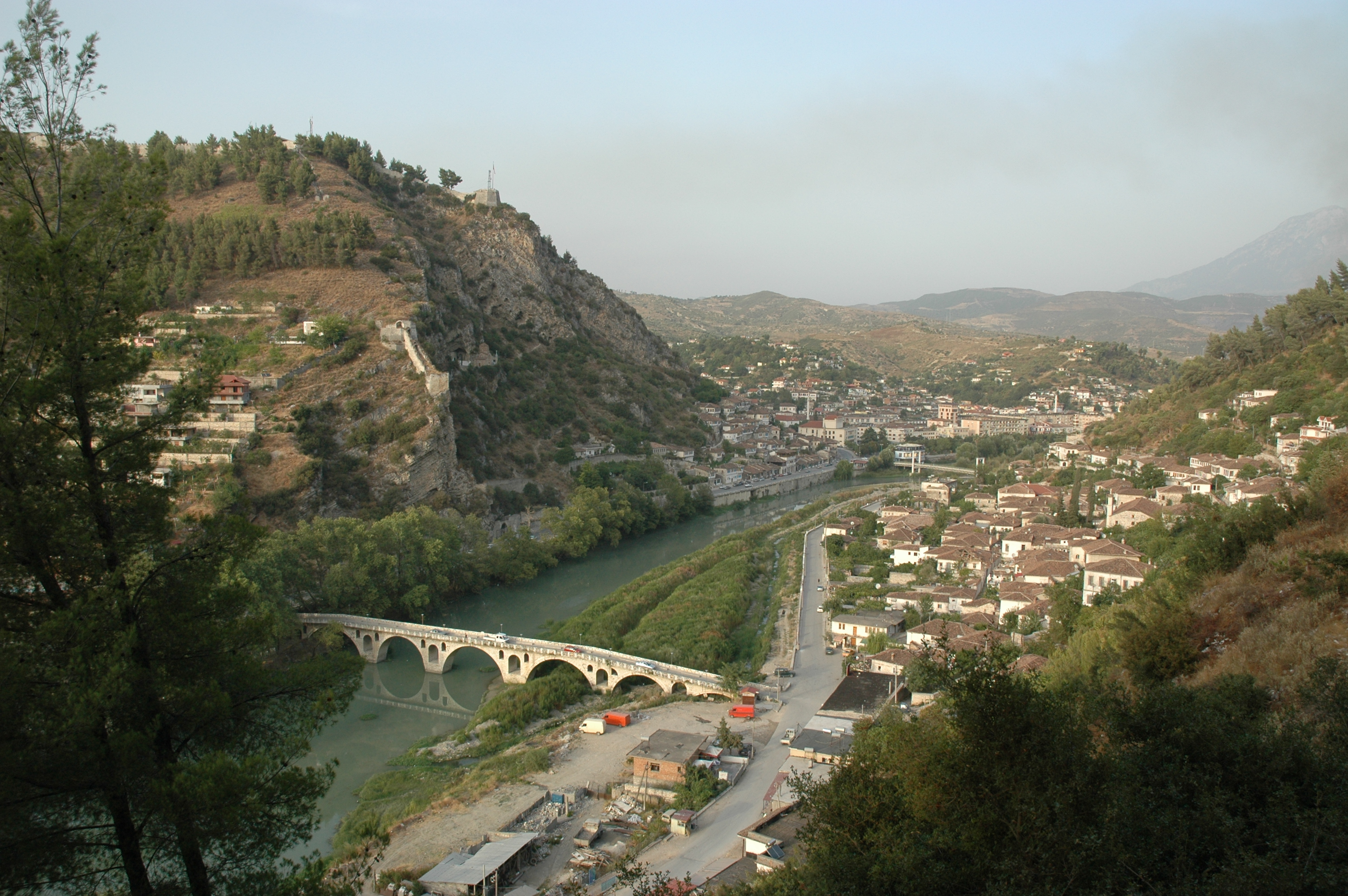
O rio Osum fluindo através de Berati, com a colina da cidadela à esquerda

Em agosto/setembro de 1280, com um exército de 2000 cavaleiros e 6000 soldados Hugo começou seu ataque assaltando a fortaleza de Canina e então avançou para a Albânia central liderando o cerco de Berati. A situação era grave para o império: Berati era, nas palavras do historiador Deno. J. Geanakoplos "a chave para a via Egnácia e toda a Macedônia". Se fosse tomada, o império estaria aberto para uma invasão, que, se conjunta com os Estados latinos da Grécia e os governantes gregos do Epiro e Tessália, poderia resultar na queda de Constantinopla para Carlos. Respondendo aos pedidos de reforços do governador de Berati, Miguel VIII ordenou orações especiais para a salvação do império, e montou um exército liderado por alguns de seus melhores generais. O comandante-em-chefe do exército foi o grande doméstico Miguel Tarcaniota, com o grande estratopedarca João Sinadeno, o déspota Miguel Comneno Ducas (genro do imperador), e o oficial eunuco da corte Andrônico Enopolita como comandantes subordinados.
Enquanto isso, o cerco de Berati continuou até o inverno de 1280/1281. No início de dezembro, as forças angevinas tinham apreendido um número de fortes periféricos ao redor da cidade e penetraram nos subúrbios. Carlos, contudo, manteve-se ansioso para tomar a cidade antes que a força de socorro bizantina chegasse. Ele ordenou que seus governadores na Albânia direcionassem todos os seus recursos para o cerco, e mostrassem seu grande interesse por uma série de cartas para Hugo, instruindo-o a tomar a cidade de assalto se necessário. A força bizantina avançou cautelosamente, e chegou na região no começo da primavera de 1281. O grande doméstico Tarcaniota evitou um confronto direto e contou com emboscadas e incursões. Ele também conseguiu reabastecer a fortaleza sitiada com provisões, que foram carregadas em balsas e depois lançadas à esquerda do rio Osum que corre pela cidadela.
Os assediadores perceberam isso e, ao contrário dos bizantinos, os comandantes angevinos estavam ansiosos para o confronto decisivo. Neste ponto, Hugo resolveu fazer uma reconhecimento da área, pessoalmente, acompanhado apenas por 25 homens. Quando aproximou-se do acampamento bizantino foi pego em uma emboscada por mercenários turcos servindo ao exército bizantino. Os turcos atacaram a pequena tropa, matando o cavalo de Hugo, espalhando sua guarda, e capturando-o. Alguns dos guardas de Hugo escaparam e chegaram a seu acampamento, onde relataram sua captura. Pânico espalhou-se entre as tropas angevinas com esta notícia, e eles começaram a fugir em direção a Valona. Os bizantinos aproveitaram sua fuga desordenada e atacaram, junto com as tropas da cidadela sitiada. Muitos latinos caíram, muitos outros foram capturados. Os bizantinos também levaram um enorme espólio, incluindo todas as numerosas armas de assédio. Apenas um pequeno remanescente conseguiu atravessar o rio Vjosa e chegar em segurança em Canina.

## Resultado
A vitória de Berati representou o maior sucesso de Miguel VIII na batalha contra os latinos desde a batalha de Pelagônia 20 anos antes. Os muitos prisioneiros, incluindo Hugo, foram levados para Constantinopla onde desfilaram publicamente em um triunfo celebrado pelo exultante imperador, que ordenou ainda afrescos em seu palácio que retratassem as cenas da campanha. No rescaldo de sua vitória em Berati, as tropas imperiais restauraram seu controle na Albânia exceto em duas fortalezas angevinas, Dirráquio e Valona. A derrota encerrou os projetos de Carlos de um assalto em território bizantino, mas o governante angevino agora redobrou seus esforços, com o objetivo de lançar uma invasão marítima do império, com a ajuda de Veneza. Isso ele garantiu com o Tratado de Orvieto em 1281. O papado também, após a eleição do pró-angevino Martinho IV, finalmente sancionou seus planos, excomungando Miguel Paleólogo e terminando com a união das Igrejas. Miguel VIII contestou isto com uma aliança com Pedro III de Aragão (r. 1276–1285), e com seu apoio a várias forças anti-angevinas na Itália. Assim, quando Carlos estava pronto para lançar seu ataque, um levante conhecido como as vésperas sicilianas eclodiu em 30 de março de 1282. As guerras subsequentes, em grande parte, resultaram dos esforços diplomáticos de Miguel, terminando a ameaça angevina ao império.